# Alcione
Ne doit pas être confondu avec Alcyone (opéra).
Alcione, de son vrai nom Alcione Dias Nazareth et surnommée A Marrom (La Brune), née à São Luís, Maranhão le 21 novembre 1947, est une chanteuse, instrumentiste et compositrice brésilienne de samba.
Sa célébrité devient internationale à partir de la fin des années 1970. Elle a reçu de nombreux prix dont 21 disques d'or, cinq disques de platine et un double disque de platine.
En 1987, lors du troisième voyage officiel au Brésil du pape Jean-Paul II, elle a chanté devant 500 000 personnes la chanson João de Deus (Jean de Dieu).

## Biographie
Alcione est née à São Luís do Maranhão le 21 novembre 1947, quatrième de neuf enfants, Wilson, João Carlos, Ubiratan, Alcione, Ribamar, Jofel, Ivone, Maria Helena et Solange. Son prénom fut choisi par son père, musicien militaire. À neuf ans, elle a commencé à étudier la clarinette, puis à jouer de la trompette.
En 1967, elle emménage à Rio de Janeiro où elle travaille à la TV Excelsior. En 1970, elle commence une tournée de deux ans en Europe, puis retourne au Brésil en 1972 et enregistre son premier disque. L'année suivante, elle voyage au Mexique et, en 1974, au Portugal, où elle enregistre son premier LP.
Durant les années '70, sa carrière prend de l'ampleur et elle obtient des récompenses internationales.
En 1997, elle travaille avec la Universal Records, et en 1999 elle enregistre le disque Claridade - Uma Homenagem à Clara Nunes. En décembre 2002, elle devient marraine de la Fondation de l'École de Samba Paraíso, à Londres. En 2003, son album Ao Vivo de 2002 reçoit le prix du meilleur album Samba-Pagode à la quatrième remise des prix aux Latin Grammy Award.
Ses chansons les plus anciennes, comme Não deixe morrer o samba, La vem você, Gostoso veneno et Ilha da Maré sont encore connues aujourd'hui.
Le 7 juillet 2007, elle a chanté durant l'étape brésilienne du Live Earth Concert à Rio de Janeiro.
Elle ne s'est jamais mariée, et dit qu'elle désire vivre les amours complètement durant toute sa vie.

## Discographie

### Universal Music/Philips
- A Voz do Samba (1975)
- Morte de Um Poeta (1976)
- Pra Que Chorar (1977)
- Alerta Geral (1978)
- Gostoso Veneno (1979)
- E Vamos à Luta (1980)
- Alcione (1981)
- Dez Anos Depois (1982)

### Sony BMG/RCA
- Vamos arrepiar (1982)
- Almas e Corações (1983)
- Da cor do Brasil (1984) (Or)
- Fogo da vida (1985) (Ouro)
- Fruto e raiz (1986) (Platina)
- Nosso nome: resistência (1987) (Platine)
- Ouro & Cobre (1988) (Or)
- Simplesmente Marrom (1989) (Or)
- Emoções Reais (1990)
- Promessa (1991)
- Pulsa, coração (1992) (Ouro)
- Brasil de Oliveira da Silva do Samba (1994) (Or)
- Profissão: Cantora (1995)
- Tempo de Guarnicê (1996)

### Universal Music/PolyGram
- Valeu - Uma Homenagem à Nova Geração do Samba (1997) (Or)
- Celebração (1998) (Or)
- Claridade (1999) (Or)
- Nos Bares da Vida (2000) - ao vivo (Platine)
- A Paixão tem Memória (2001) (Ouro)

### Indie Recordings
- Ao Vivo (2002) (Platine)
- Ao Vivo 2 (2003) (Platine)
- Alcione - Duetos(2004)
- Faz Uma Loucura por Mim (2004) (Platine)
- Faz Uma Loucura por Mim - Ao Vivo (2005)
- Alcione e Amigos (2005)
- Uma Nova Paixão (2005) (Ouro)
- Uma Nova Paixão - Ao Vivo (2006) (Or)
- Coleções - Grandes Sucessos de Alcione (2007)
- De Tudo Que eu Gosto (2007)
- Raridades (2008)
- Acesa (2009)

### Télévision
- Zorra Total : Ela mesma (2011)
- Cheias de Charme : Ela mesma (2012)

## Décorations
: Ordem do Rio Branco, Commandeur
- Médaille Pedro Ernesto donnée par l'Assemblée législative de l'État de Rio de Janeiro
- Médaille du mérite Timbira, la plus grande décoration de l'État du Maranhão